# Виюча вежа
«Виюча вежа» (англ. The Howling Tower) — оповідання Фріца Лайбера в жанрі меч і чари про Фафгрда та Сірого Мишолова опубліковане в червні 1941 журналом Unknown.

## Сюжет
Фафгрд та Сірий Мишолов повертаються пішки з Чорного узбережжя. Однієї ночі зникає їх провідник, а наступної ночі і сам Фафгрд.
Мишолов йде по їхніх слідах, які приводять його до виючої вежі.
Він забігає до вежі, уникнувши падаючого каменя і знаходить там опеленаних провідника та Фафгрда. Провідник уже мертвий, а Фафгрд без свідомості.
Мишолов обеззброює чаклуна, і той розказує свою історію.
В дитинстві він вбив свого батька-чаклуна, матір, братів і сестер.
А також закрив у вежі собак, прирікши їх на голодну смерть.
Щоб духи собак, виття яких добре чутно, не добрались до нього, він періодично гіпнотизує і приносить їм у жертву подорожніх.
Не маючи можливості вбити чаклуна, щоб не нашкодити Фафгрду, Мишолов заставляє його випити зілля, яким опоєний Фафгрд.
А також випиває його сам.
У світі духів, собаки накидуються на чаклуна, що дає Мишолову можливість витягнути Фафгрда.